# 笠井崇正
笠井 崇正（かさい たかまさ、1994年8月7日 - ）は、北海道旭川市出身の元プロ野球選手（投手）。右投右打。

## 経歴

### プロ入り前
旭川市立共栄小学校3年時から軟式野球を始めると、東陽中学校時代には軟式野球部に所属していた。
旭川西高校への進学後に硬式野球部へ入ると、2年時の春からベンチ入り。夏の選手権大会では、旭川支部の予選を勝ち抜いた末に、チーム44年ぶりの北北海道大会出場を果たした。3年時の春には、チーム史上初めて全道大会へ出場すると、野球部創部後の対外試合では初めての完封勝利（9回5安打11奪三振）を1回戦で達成した。後に2回戦まで進出したが、在学中には春夏共に、阪神甲子園球場での全国大会へ出場できなかった。
旭川西高校から一般入試で早稲田大学スポーツ科学部に進学すると、硬式野球部へ入部したが、「野球もしたいけど勉強もしたかった」という理由で僅か2日で退部。硬式野球サークル「Y.R.B.C. (Yazawa Regulation Baseball Club)」に所属し、小学生向けの野球教室でコーチを務めるなど、趣味の範囲で野球を続けた。また、大学の研究の一環として投球フォームを研究し、大学3年時の2015年に登板した旭川西高校のOB戦で141km/hを記録。客員教授で1・2年時に講義を担当した谷沢健一の勧めで2015年11月に独立リーグのベースボール・チャレンジ・リーグ（BCリーグ）のトライアウトを受験、ストレートで最速146km/hを計測した。翌12月のBCリーグドラフト会議で、信濃グランセローズから2巡目で指名。早稲田大学に在籍したまま入団した。背番号は「20」。

### BCリーグ・信濃時代
大学4年時の2016年、リーグ戦の前期から登板。前・後期を通じて、中継ぎや抑えで35試合に登板すると、3勝1敗1セーブ、防御率2.43という成績を残した。後期リーグ戦では、9月11日の対福井ミラクルエレファンツ戦（中野市営野球場）へ登板中に、自己最速の151km/hを計測した。
2016年のNPB育成ドラフト会議で、横浜DeNAベイスターズから1巡目で指名。支度金300万円、年俸360万円（金額は推定）という条件で、育成選手として入団した。入団当初の背番号は「105」。

### DeNA時代
2017年、春季キャンプのスタートを二軍で迎えながらも、キャンプ期間中に一軍の紅白戦や練習試合へ登板。通算3試合で、5イニングを投げて、9奪三振無失点という好結果を残した。この結果に対して、一軍監督のアレックス・ラミレスは「ビッグインパクトを残してくれた」との表現で笠井を高く評価した。「リリーフとして戦力になるためには、連投をこなせるだけの体力が必要」というゼネラルマネジャーの高田繁の判断で、シーズン中の支配下選手登録は見送られたが、イースタン・リーグ公式戦には25試合の登板で3勝3敗2セーブ、防御率3.72を記録。シーズン終了後にNPBイースタン選抜の一員として派遣された台湾のアジアウインターベースボールリーグでは、救援で登板した10試合をすべて無失点で凌いだ。
2018年、春季キャンプ前の1月12日に、育成契約から支配下選手契約へ移行することが発表された。移行後の背番号は「94」。春季キャンプのスタートを一軍で迎えたが、シーズン中は二軍で過ごし、24試合のリリーフ登板で、防御率3.91を記録。シーズン終盤の9月末に一軍に昇格すると、10月1日にプロ初登板を果たした。
2019年、オープン戦で好調を維持し、自身初の開幕一軍入りを果たす。シーズンでは主にロングリリーフなどで16試合に登板した。二軍でも22試合を投げて、防御率1.86と好成績を収めた。オフには、阪口皓亮、大貫晋一、平田真吾とともにオーストラリアン・ベースボールリーグのキャンベラ・キャバルリーへ派遣。
2020年、二軍でリリーフとして27試合に登板したが、防御率は4.05と前年より悪く、一軍ではシーズン終盤に1試合登板するのみに留まった。
2021年は開幕一軍入りを果たす。しかし、3月27日の読売ジャイアンツとの開幕2戦目で、DeNAから移籍した梶谷隆幸から移籍後初安打となる満塁本塁打を打たれるなど1回6失点の大炎上を喫し、この1試合の登板のみで4月8日に登録を抹消された。二軍では22試合の登板で防御率6.35と、前年より更に成績を落とした。なお、6月29日のイースタン・リーグ対埼玉西武ライオンズ戦においては、控えの野手がいなかったため、頭部死球を受けた蝦名達夫に変わって代走で起用された。その後、一軍再昇格を果たせぬまま10月5日に球団より戦力外通告を受けた。12月8日にメットライフドームで行われたトライアウトに参加。荒木郁也、藤谷洸介、今井順之助相手に無安打、1奪三振の完全投球で抑え込んだが、他球団からのオファーはなく、12月20日に現役引退が発表された。

### 現役引退後
現役引退後はDeNAの球団経理部職員に転身している。

## 選手としての特徴・人物
最速156km/hのストレートと、独特な軌道を描くスライダーが武器のオーバースロー。チェンジアップやカーブも投げられる。
DeNAへの入団1年目には、リリースポイントが安定しないことや、トップを立てるタイミングが遅いことを二軍の首脳陣から指摘されていた。このため、前述したアジアウィンターベースボールリーグからは、テークバックがほとんどない投球フォームに改造。塁上の走者に向けて捕手が送球するような変則フォームで、リリースポイントの安定や球速の向上につなげた。
信濃グランセローズ会長の三沢今朝治は、「半年のトレーニングで150km/hを投げられる身体能力の高さ」「未だ成長途上であること」「自ら考えたことを行動に移して、その行動で結果を残すこと」を笠井の強みに挙げている。笠井自身は、その信濃へ入団してからも、早稲田大学スポーツ科学部の学生としてクイックモーションに関する卒業論文を執筆。DeNA1年目のチームメイトで、クイックモーションに定評のある久保康友を参考にしながら、自身の研究結果をプレーに反映させている。
錦織圭に似た顔立ちで、笠井自身もそのことを認めている。
現役引退後はDeNAの球団経理部職員となったが、DeNAにとって選手から経理部への転職は笠井が初めて。笠井の実直な人柄と、一般受験で早稲田大学に進学した学力を踏まえ、DeNAがセカンドキャリアとして提案したものである。

## 詳細情報

### 年度別投手成績
| 年 度     | 球 団     | 登 板 | 先 発 | 完 投 | 完 封 | 無 四 球 | 勝 利 | 敗 戦 | セ 丨 ブ | ホ 丨 ル ド | 勝 率 | 打 者 | 投 球 回 | 被 安 打 | 被 本 塁 打 | 与 四 球 | 敬 遠 | 与 死 球 | 奪 三 振 | 暴 投 | ボ 丨 ク | 失 点 | 自 責 点 | 防 御 率 | W H I P |
| --------- | --------- | ----- | ----- | ----- | ----- | -------- | ----- | ----- | -------- | ----------- | ----- | ----- | -------- | -------- | ----------- | -------- | ----- | -------- | -------- | ----- | -------- | ----- | -------- | -------- | ------- |
| 2018      | DeNA      | 2     | 0     | 0     | 0     | 0        | 0     | 0     | 0        | 0           | ----  | 12    | 3.0      | 0        | 0           | 4        | 1     | 0        | 3        | 0     | 0        | 0     | 0        | 0.00     | 1.33    |
| 2019      | DeNA      | 16    | 0     | 0     | 0     | 0        | 0     | 0     | 0        | 0           | ----  | 101   | 22.1     | 23       | 3           | 14       | 3     | 0        | 18       | 3     | 0        | 10    | 10       | 4.03     | 1.66    |
| 2020      | DeNA      | 1     | 0     | 0     | 0     | 0        | 0     | 0     | 0        | 0           | ----  | 7     | 1.0      | 2        | 0           | 2        | 1     | 0        | 1        | 0     | 0        | 2     | 2        | 18.00    | 4.00    |
| 2021      | DeNA      | 1     | 0     | 0     | 0     | 0        | 0     | 0     | 0        | 0           | ----  | 11    | 1.0      | 5        | 1           | 2        | 0     | 1        | 1        | 0     | 0        | 6     | 6        | 54.00    | 7.00    |
| 通算：4年 | 通算：4年 | 20    | 0     | 0     | 0     | 0        | 0     | 0     | 0        | 0           | ----  | 131   | 27.1     | 30       | 4           | 22       | 5     | 1        | 23       | 3     | 0        | 18    | 18       | 5.93     | 1.90    |

### 年度別守備成績
| 年 度 | 球 団 | 投手  | 投手  | 投手  | 投手  | 投手  | 投手     |
| 年 度 | 球 団 | 試 合 | 刺 殺 | 補 殺 | 失 策 | 併 殺 | 守 備 率 |
| ----- | ----- | ----- | ----- | ----- | ----- | ----- | -------- |
| 2018  | DeNA  | 2     | 0     | 0     | 0     | 0     | ----     |
| 2019  | DeNA  | 16    | 2     | 3     | 0     | 0     | 1.000    |
| 2020  | DeNA  | 1     | 0     | 0     | 0     | 0     | ----     |
| 2021  | DeNA  | 1     | 0     | 0     | 0     | 0     | ----     |
| 通算  | 通算  | 20    | 2     | 3     | 0     | 0     | 1.000    |

### 記録

#### NPB
初記録
投手記録
- 初登板：2018年10月1日、対阪神タイガース23回戦（阪神甲子園球場）、9回裏に3番手で救援登板・完了、1回無失点
- 初奪三振：同上、9回裏に伊藤隼太から空振り三振

打撃記録
- 初打席・初安打：2018年10月3日、対東京ヤクルトスワローズ24回戦（明治神宮野球場）、4回表にマット・カラシティーから左前安打

### 独立リーグでの投手成績
| 年 度     | 球 団     | 登 板 | 勝 利 | 敗 戦 | セ 丨 ブ | 完 投 | 勝 率 | 投 球 回 | 打 者 | 被 安 打 | 被 本 塁 打 | 奪 三 振 | 与 四 球 | 与 死 球 | 失 点 | 自 責 点 | 暴 投 | ボ 丨 ク | 防 御 率 | W H I P |
| --------- | --------- | ----- | ----- | ----- | -------- | ----- | ----- | -------- | ----- | -------- | ----------- | -------- | -------- | -------- | ----- | -------- | ----- | -------- | -------- | ------- |
| 2016      | 信濃      | 35    | 3     | 1     | 1        | 0     | .750  | 37.0     | 148   | 31       | 2           | 36       | 5        | 4        | 16    | 10       | 1     | 1        | 2.43     | 0.97    |
| 通算：1年 | 通算：1年 | 35    | 3     | 1     | 1        | 0     | .750  | 37.0     | 148   | 31       | 2           | 36       | 5        | 4        | 16    | 10       | 1     | 1        | 2.43     | 0.97    |

### 背番号
- 20（2016年）
- 105（2017年）
- 94（2018年 - 2021年）

### 代表歴
- 2017アジアウインターベースボールリーグ：NPBイースタン選抜[13]

## 関連情報

### 関連書籍
- 『道を拓く：元プロ野球選手の転職』（長谷川晶一著、扶桑社、2024年10月、ISBN 9784594099077）